# Ogród zoologiczny w Lubinie

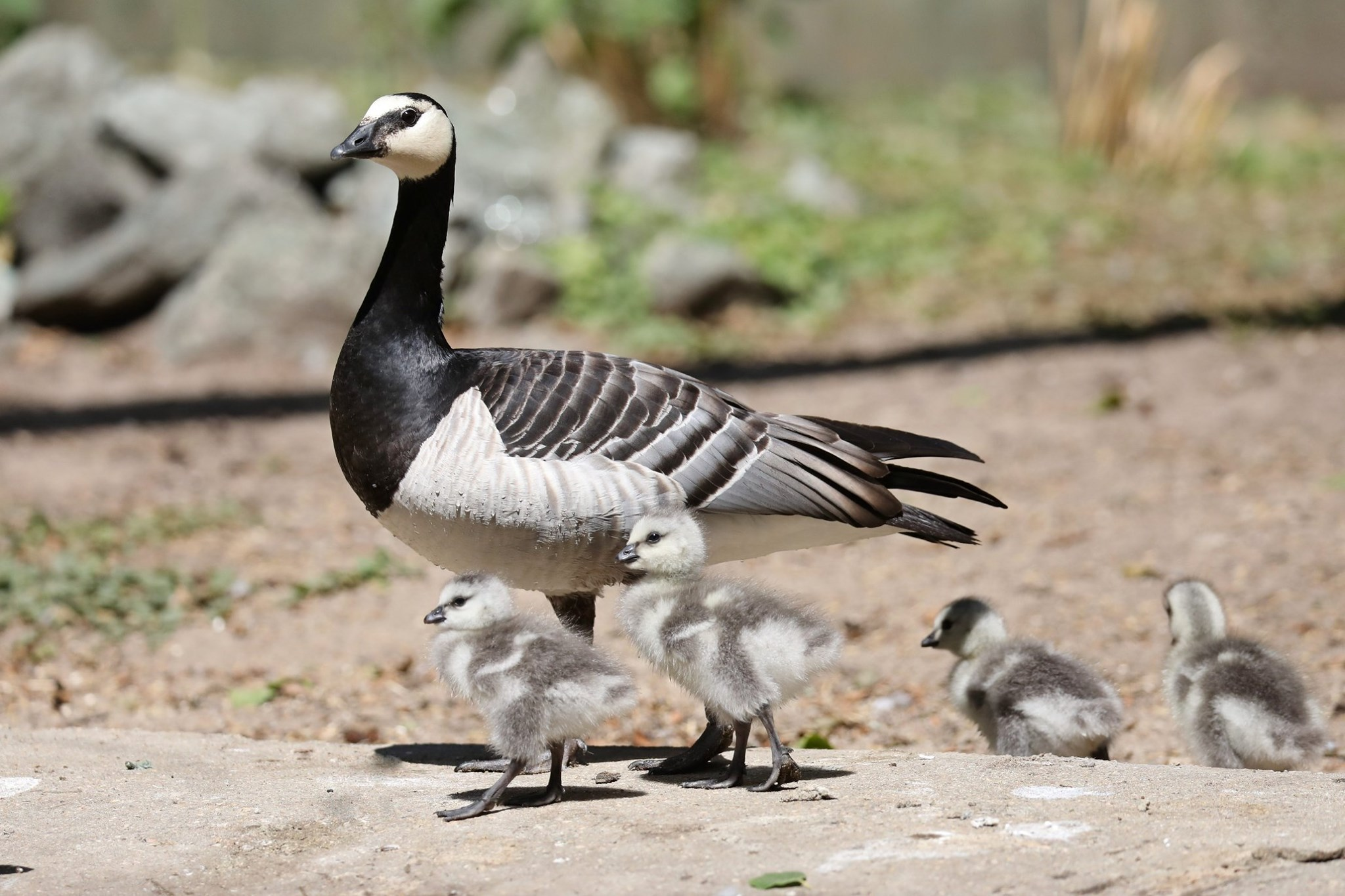
Bernikla białolica z potomstwem

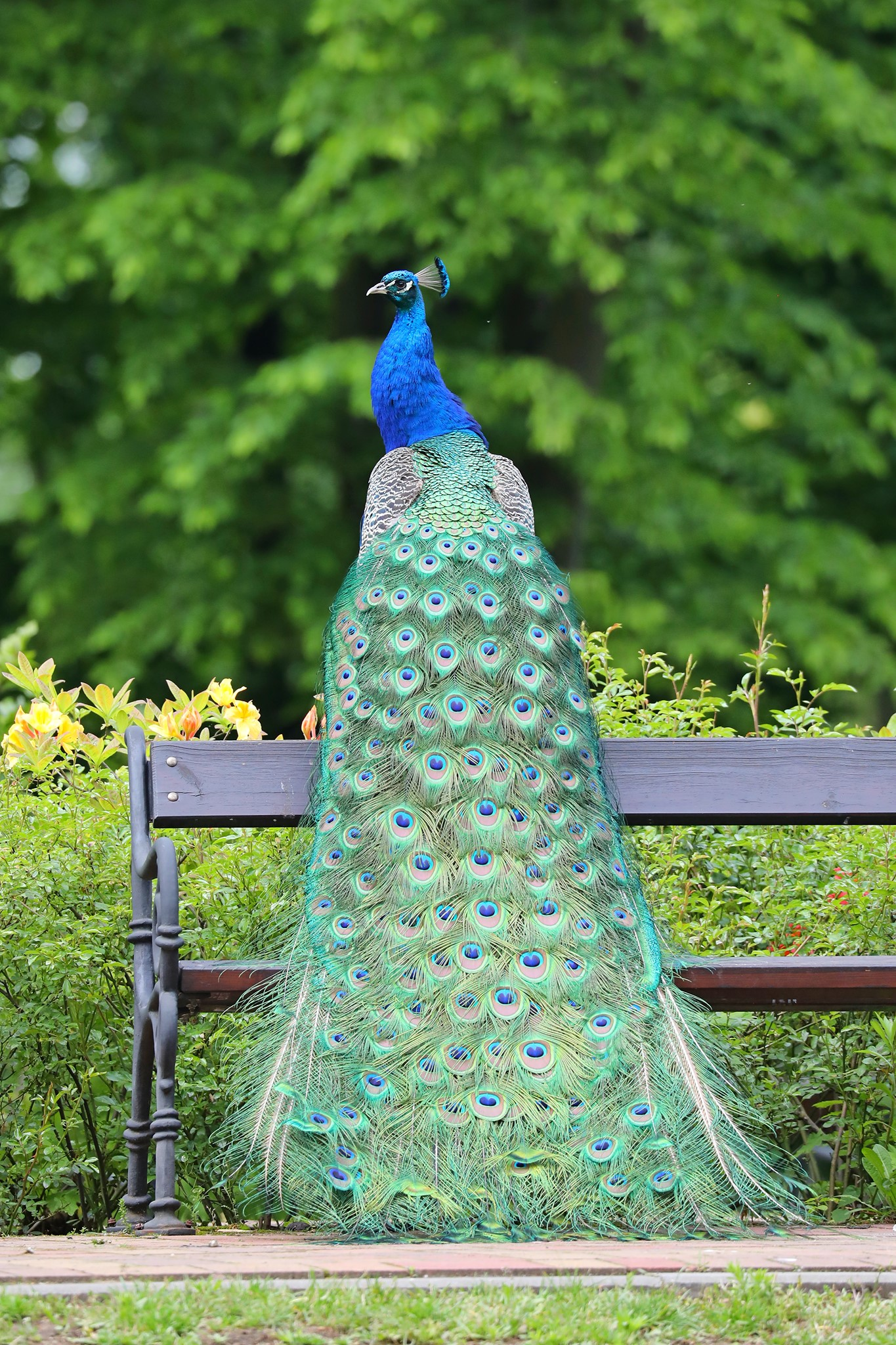
Pawie zwyczajne w lubińskim zoo żyją poza wolierami, w naturalnym środowisku

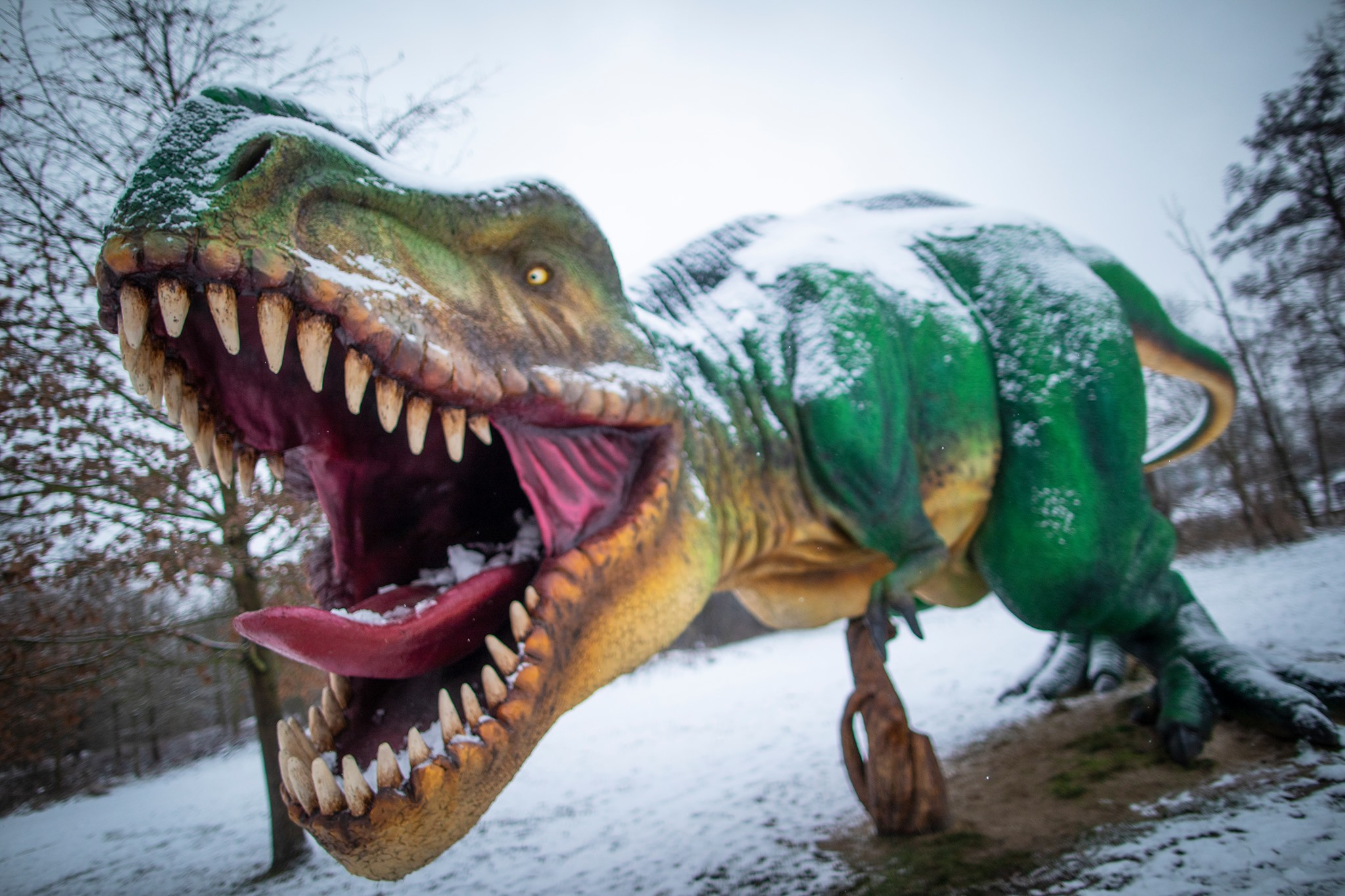
Tyranozaur w ZOO Lubin

Ogród zoologiczny w Lubinie (ZOO Lubin) – ogród zoologiczny o powierzchni 14,47 ha, utworzony w mieście Lubin, którym zarządza miejska jednostka organizacyjna o tej samej nazwie.
Ogród powstał na obszarze zrewitalizowanego parku miejskiego – Parku Wrocławskiego w 2014 roku.
W lubińskim zoo rośnie 15 pomników przyrody

## Historia
14 maja 2014 roku decyzją Generalnego Dyrektora Ochrony Środowiska na terenie zrewitalizowanego, lubińskiego parku miejskiego, został utworzony ogród zoologiczny, którego jednostką zarządzającą zostało Centrum Edukacji Przyrodniczej w Lubinie, które od 1 stycznia 2023 roku zmieniło nazwę na Ogród Zoologiczny w Lubinie. Tym samym lubińskie zoo stało się trzecim ogrodem zoologicznym utworzonym na terenie Dolnego Śląska. Uroczyste otwarcie bram zoo odbyło się 1 czerwca 2014 roku. Od 2018 roku zoo należy do Rady Dyrektorów Polskich Ogrodów Zoologicznych i Akwariów, a także międzynarodowego systemu informacji o gatunkach – Species360.

## Atrakcje
Ogród usytuowany został w parku miejskim (Park Wrocławski), którego historia sięga XIX w. Dzięki temu spora jego część to cenny starodrzew z drzewami pomnikowymi. W latach 2013–2014 park przeszedł gruntowną rewitalizację, w ramach której wybudowano woliery oraz budynki inwentarskie. W stanie naturalnym zachowana została natomiast centralna część parku, najcenniejsza pod względem bioróżnorodności, stanowiąca biotop o charakterze łęgowym. Dzięki temu park jest miejscem gniazdowania i bytowania zaobserwowanych ok. 70 gatunków dzikich ptaków.

### Ścieżka edukacyjno-turystyczna "Fauna Polski"[7]
Wyróżnia 30 gatunków dzikiej fauny lub ras rodzimych zwierząt gospodarskich występujących w Polsce: bielik, bocian biały, bocian czarny, gęgawa, gęś kielecka, gil, głuszec, kaczka pomniejszona, kobuz, koza karpacka, koza sandomierska, kraska, krowa białogrzbieta, królik popielański, kruk, kura czubatka, kura zielononóżka kuropatwiana, kuropatwa, łabędź niemy, owca olkuska, owca wrzosówka, płomykówka, podgorzałka, pójdźka, puchacz, puszczyk mszarny, puszczyk uralski, żubr europejski, żuraw.

### Szlak ptaków
Lubińskie zoo może pochwalić się największą kolekcją bażantów wśród ogrodów zoologicznych w Polsce, z takimi gatunkami jak np. argus malajski, kiściec ognisty, kiściec żółtosterny czy bażant miedziany. Na terenie ogrodu znajduje się trzynaście wolier składających się na Szlak Ptaków, w których prezentowanych jest ok. 60 gatunków ptaków Polski i świata, a wśród nich: żurawie mandżurskie i białoszyje, bieliki, orły stepowe, sowy (puchacze, puszczyki mszarne, puszczyki uralskie, płomykówki, sowy jarzębate, pójdźka), kraski, gęgawy, gęsi małe, bajkałówki, mandarynki, podgorzałki, bociany czarne i białe czy czubacze hełmiaste. 

### Szlak zwierząt wiejskich
Kolejną część ogrodu zoologicznego stanowi Szlak Zwierząt Wiejskich, w której hodowane są zwierzęta gospodarskie, ze szczególnym uwzględnieniem ras rodzimych, takich jak: krowa białogrzbieta, koza karpacka, koza sandomierska, owca wrzosówka, owca olkuska, zielononóżka kuropatwiana czy czubatka polska brodata miniaturowa. Poza tym prezentowane są osły, kuce szetlandzkie, alpaki, króliki, indyki, kozy karłowate, perlice czy kury Serama.

### Szlak zwierząt wymarłych
Dodatkową atrakcją, szczególnie lubianą przez najmłodszych zwiedzających, jest Szlak zwierząt wymarłych, na którym znajduje się kilkanaście pełnowymiarowych figur prezentujących prehistoryczne gady oraz strefa tematyczna Epoka Lodowcowa z figurami: mamuta włochatego, tygrysa szablozębnego oraz jelenia olbrzymiego. Urozmaiceniem jest punkt paleontologiczny, w którym można odkrywać modele szkieletów dinozaurów. 

### Szlak pomników przyrody
Spośród 34 drzew pomnikowych na terenie miasta Lubin, aż 15 rośnie na terenie lubińskiego ogrodu zoologicznego. Większość z nich zlokalizowana jest na obszarze starodrzewu. Każde pomnikowe drzewo oznaczone jest dodatkową tablicą informacyjną.
Lubiński ogród zoologiczny otwarty jest przez cały rok, a wstęp jest bezpłatny. Dogodna lokalizacja sprawia, że jest ciekawą propozycją zarówno jako przystanek na trasie, jak i miejsce na całodzienną wizytę. Do dyspozycji najmłodszych są również duże place zabaw.

## Wydawnictwo
Od momentu powstania, lubiński ogród zoologiczny w ramach działalności naukowej i edukacyjnej wydaje publikacje książkowe, dotyczące zarówno działalności własnej, jak i tematów branżowych. 
Wydawnictwa chronologicznie (wg daty wydania):
- 2015: „Centrum Edukacji Przyrodniczej w Lubinie”, ISBN 978-83-87695-58-3
- 2016: „Bażanty Starego Świata. Tom I”, K. Sepielak, ISBN 978-83-944546-0-9
- 2017:

„Photobook. Pictures of the Nature Education Centre in Lubin”, ISBN 978-83-944546-1-6
„Analiza nieśności i cech fizycznych jaj głuszek w hodowli wolierowej”, E. Świżewska, ISBN 978-83-949789-0-7
„Bażanty Starego Świata. Tom II”, K. Sepielak, ISBN 978-83-949789-1-4
- 2018:

„Pheasants of the Old World”, K. Sepielak, ISBN 978-83-949789-5-2
„ZOO Lubin - Centrum Edukacji Przyrodniczej w Lubinie. Przewodnik”, ISBN 978-83-949789-8-3
- 2019: „Edukacja i rekreacja w przestrzeni publicznej”, publikacja pokonferencyjna, ISBN 978-83-949789-2-1
- 2020: „Geniusz kozy w załganych dziejach koziarstwa polskiego”, J. Sekuła, ISBN 978-83-949789-9-0
- 2021: „Czubacze Starego Świata”, K. Sepielak, ISBN 978-83-949789-4-5
- 2023: „Ogród Zoologiczny w Lubinie. Przewodnik. Ścieżka edukacyjno-turystyczna „Fauna Polski”, publikacja książkowa, ISBN 978-83-959292-0-5
- 2024: „Od parku do zoo. Kalendarium dziesięciolecia ogrodu zoologicznego w Lubinie", publikacja książkowa, ISBN 978-83-959292-4-3